# Perpetual (álbum)
Perpetual es el primer álbum de la banda colombiana de Melodic Death Metal Perpetual. 

## Créditos
- Paul Castle - Voces/Bajo
- Cesar Strings - Guitarra
- Andy Moritz - Teclados
- Christ Martin - Batería

## Información adicional
Toda la música y letras por los miembros de Perpetual.

Grabado y mezclado en Barbacoa Studio por Juan Fernando Arango en 2006.

Cover del álbum por KDNA Ar+s.
- Datos: Q6072821